# Bobicești (gmina)
Bobicești – gmina w Rumunii, w okręgu Aluta. Obejmuje miejscowości Bechet, Belgun, Bobicești, Chintești, Comănești, Govora, Leotești i Mirila. W 2011 roku liczyła 3314 mieszkańców.